# Elvis Peršić
Elvis Peršić (Pula, 16. kolovoza 1976.), hrvatski atletičar.
Natjecao se na Olimpijskim igrama 2000. u štafetnoj utrci 4 x 400 metara. Nastupio je u prednatjecanju.
Bio je član pulske Istre.